# 하마구치촌
하마구치촌(浜口村)은 아키타현 야마모토군에 있던 촌이다. 현재의 미타네정 서쪽 끝, 동해의 연안에 해당한다.

## 역사
- 1889년 4월 1일 - 정촌제 시행에 의해 3촌의 구역으로 성립하였다.
- 1955년 4월 1일 - 우카와촌과 합병해 하치류촌이 성립해, 동일 하마구치촌이 폐지되었다.

## 교통

### 도로
- 국도 101호선